# Joëlle Kapompolé

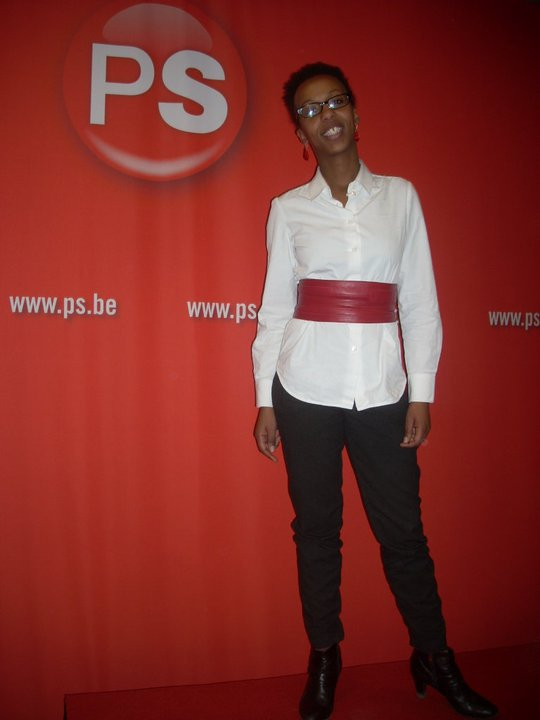
Joëlle Kapompolé

Joëlle Kapompolé (Kolwezi, 23 december 1971) is een Belgisch politica van Rwandese-Congolese origine. Ze is actief bij de PS.

## Levensloop
Kapompolé werd geboren in het toenmalige Zaïre als dochter van een Rwandese vader en Congolese moeder. Op tweejarige leeftijd verhuisde ze met haar moeder naar België. Ze groeide op in Quaregnon in de regio Borinage. 
Zij studeerde aan de Université de Mons-Hainaut en verliet de universiteit in 1994 als licentiate in de toegepaste economische wetenschappen, optie bedrijfsbeheer. Van 1995 tot 1996 werkte ze als bediende in een bedrijf voor mobile marketing en van 1996 tot 1997 was ze tewerkgesteld in een KMO actief in het beheer van barcodes. In 1997 werd Kapompolé economisch attaché bij IDEA, de Intercommunale van Economische Ontwikkeling en Ruimtelijke Ordening in de regio Bergen-Borinage. Ze hield er zich bezig met economische opbouw en begeleidde bedrijven bij het verkrijgen van investeringspremies. 
Nadat ze was opgemerkt door Elio Di Rupo, overtuigde die haar om in de politiek te stappen. In november 1999 deed de pas verkozen PS-voorzitter een beroep op haar om de commissie voor sociale economie te leiden binnen de studiedienst van de partij. Ook hielp ze mee het partijcongres van de PS in de herfst van 2000 voor te bereiden. Vervolgens was ze van 2001 tot 2004 als universitair medewerker verbonden aan de PS-fractie in de Kamer van volksvertegenwoordigers. Van 2001 tot 2005 was ze daarnaast voorzitter van de raad van bestuur van ISPH, de intercommunale voor volksgezondheid van de provincie Henegouwen, die in 2005 opging in IDEA. In oktober 2007 werd ze tevens vicevoorzitter van de PS-federatie van Bergen-Borinage, hetgeen ze bleef tot in 2015. 
In oktober 2000 werd ze verkozen als gemeenteraadslid van Bergen, een functie die ze uitoefende tot in februari 2020. Van december 2012 tot juni 2014 was ze er schepen van Huisvesting, Cultuur, Stedenbouw en Toerisme, waarna ze er tot 2018 titelvoerend schepen was. 
In juni 2004 werd Kapompolé als eerste persoon van kleur verkozen in het Waals Parlement en het Parlement van de Franse Gemeenschap, als gekozene voor het arrondissement Bergen. Ze zetelde twintig jaar in beide assemblees, tot in juni 2024. In het Waals Parlement was ze van 2009 tot 2013 voorzitter van de commissie Begroting, Financiën, Werk, Opleiding en Sport, van 2014 tot 2017 voorzitter van de commissie Openbare Werken, Sociale Actie en Gezondheid en van 2018 tot 2019 voorzitter van de commissie Begroting, Energie en Klimaat, in het Parlement van de Franse Gemeenschap van januari tot mei 2019 ondervoorzitter van de commissie Hoger Onderwijs, Onderwijs voor Sociale Promotie, Onderzoek en Media. Bij de verkiezingen van juni 2024 kwam Kapompolé niet meer op.
Daarnaast zetelde ze van 2004 tot 2009 als gemeenschapssenator in de Senaat. Ze was er lid van de commissie Financiën en Economische Aangelegenheden en zetelde in 2009 in de bijzondere Senaatscommissie belast met het onderzoeken van de mechanismen achter de bankencrisis en de financiële crisis in België. Op 26 mei 2014 werd ze benoemd tot ridder in de Leopoldsorde.